# Eduardo Benot

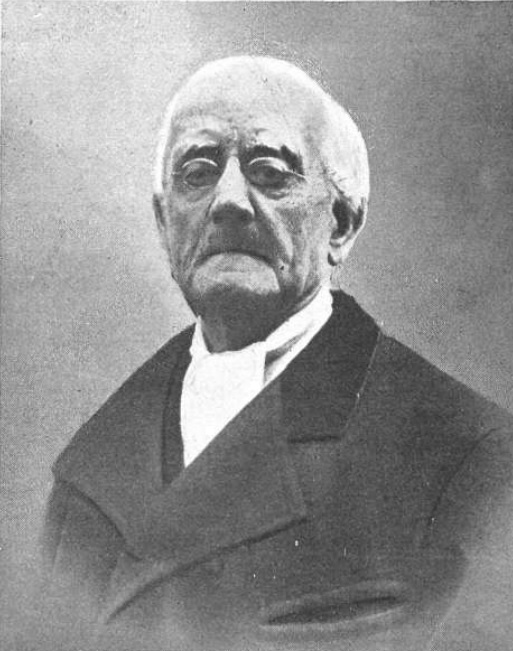
Eduardo Benot

Eduardo Benot Rodríguez (* 26. November 1822 in Cádiz; † 27. Juli 1907 in Madrid) war ein spanischer Politiker, Pädagoge, Mathematiker, Autor, Sprachwissenschaftler, Romanist und Hispanist.

## Leben und Werk
Benot war Minister der Ersten Spanischen Republik. 1887 wurde er in die Real Academia Española gewählt.
Als Fremdsprachenpädagoge passte er die Methode von Heinrich Gottfried Ollendorff an den spanischen Lerner an. Viele seiner sprachwissenschaftlichen Arbeiten sind heute noch von Interesse.

In zahlreichen spanischen Städten sind Straßen nach ihm benannt.

## Werke
- Gramática francesa y método para aprenderla,  Cádiz 1858
- Gramática inglesa y método para aprenderla,  Cádiz 1860
- Gramática italiana y método para aprenderla,  Cádiz 1864
- Gramática alemana y método para aprenderla,  3. Auflage, Cádiz 1896
- Temas varios, Madrid 1884
- Breves apuntes sobre los casos y las oraciones. Preparatorios para el estudio de las lenguas, Cádiz 1865, Madrid 1888, 1910, 1914, 1923, 1928 y 1933; Granada 2000, México 2001
- Examen crítico de la acentuación castellana, Madrid 1888
- Arquitectura de las lenguas,  Madrid 1890, Buenos Aires 1943
- Prosodía castellana y versificación,  3 Bde., Madrid 1892, Sevilla 2003
- Diccionario de asonantes i consonantes, Madrid 1893
- Sistema métrico. Complemento a la aritmética general, Madrid 1895
- (Hrsg.) Diccionario de ideas afines y elementos de tecnología, Madrid 1899, Buenos Aires 1942 (nach dem Vorbild des Thesaurus von Peter Mark Roget; http://mgarci.aas.duke.edu/cibertextos/BENOT-E/TESORO-ESPANOL/)
- Estudio acerca de Cervantes i el Quijote, Madrid 1905, Sevilla 2011
- Los duendes del lenguaje. Obra póstuma, Madrid 1908, Madrid 2008
- Arte de hablar. Gramática filosófica de la lengua castellana, Madrid 1910, 1921, Buenos Aires 1945, Barcelona 1991, München 2012
- Diccionario de frases rimadas. 20000 frases hechas, epítetos obligados, calificaciones comunes, expresiones familiares, fórmulas usuales, frases proverbiales, modismos, etc., Buenos Aires 1941
- ¿Qué es hablar? [Vortrag 1889 in der Real Academia Española], hrsg. von  Manuel Peñalver Castillo, Córdoba 2010